# Mesone B
I mesoni B sono mesoni composti di un antiquark bottom e di un quark up (B+), down (B⁰), strange (B⁰s) o charm (B+c). La combinazione di un antiquark bottom e un quark top non è prevista come possibile a causa della vita breve del quark. La combinazione di un antiquark bottom e un quark bottom non dà un mesone B, ma piuttosto un bottomonium.
Ogni mesone ha un'antiparticella che è costituita rispettivamente da un quark bottom e un antiquark up (B⁻), down (B⁰), strange (B⁰s) o charm (B⁻c).

## Lista dei mesoni B
| Particella       | Simbolo                   | Anti-particella                    | Quark contenuto | Isospin (I) | Spin e parità (JP) | Massa a riposo (MeV/c2) | S  | C  | B' | vita media (s)                            | Comunemente decade in           |
| ---------------- | ------------------------- | ---------------------------------- | --------------- | ----------- | ------------------ | ----------------------- | -- | -- | -- | ----------------------------------------- | ------------------------------- |
| Mesone B         | {\displaystyle B^{+}}     | {\displaystyle B^{-}}              | ub              | 1/2         | 0−                 | 5279,15±0,31            | 0  | 0  | +1 | (1,638±0,011)×10−12                       | Vedi modi di decadimento di B±  |
| Mesone B         | {\displaystyle B^{0}}     | {\displaystyle {\bar {B^{0}}}}     | db              | 1/2         | 0−                 | 5279,53±0,33            | 0  | 0  | +1 | (1,530±0,009)×10−12                       | Vedi modi di decadimento di B⁰  |
| Mesone B strange | {\displaystyle B_{s}^{0}} | {\displaystyle {\bar {B_{s}^{0}}}} | sb              | 0           | 0−                 | 5366,3±0,6              | −1 | 0  | +1 | 1,470 + 0,027 ×10−12 1,470 − 0,026 ×10−12 | Vedi modi di decadimento di B⁰s |
| Mesone B charmed | {\displaystyle B_{c}^{+}} | {\displaystyle B_{c}^{-}}          | cb              | 0           | 0−                 | 6276±4                  | 0  | +1 | +1 | (0,46±0,07)×10−12                         | Vedi modi di decadimento di B±c |

## Oscillazioni B–B
I mesoni B neutri, B⁰ e B⁰s, si trasformano spontaneamente nelle loro specifiche antiparticelle e viceversa. Questo fenomeno è chiamato oscillazione di sapore. L'esistenza delle oscillazioni del mesone B neutro sono una previsione fondamentale del Modello Standard della fisica delle particelle. Nel sistema B⁰–B⁰ è stato stimato a circa 0,496 ps−1, e nel sistema B⁰s–B⁰s si calcola sia Δms = 17,77 ± 0,10 (stat) ± 0,07 (syst) ps−1. Una prima valutazione del limite superiore e inferiore del valore del sistema B⁰s–B⁰s è stata trovata per mezzo dell'esperimento DØ al Fermilab.
Il 25 settembre del 2006, il Fermilab annuncia la scoperta di un'oscillazione del mesone Bs precedentemente soltanto teorizzato. Secondo un comunicato stampa del Fermilab:
Questa prima importante scoperta di 2 percorsi (run) continua la tradizione di scoperte della fisica delle particelle al Fermilab, dove sono stati scoperti i quark bottom (1977) e top (1995). Sorprendentemente, il comportamento bizzarro dei mesoni Bs (pronunciato "B sub s"), è in realtà prevista dal modello standard riguardante le particelle e le forze fondamentali. La scoperta di questo comportamento oscillatorio è dunque un altro rafforzamento della durata del Modello Standard...
I fisici del CDF hanno precedentemente misurato il tasso delle transizioni materia-antimateria per il mesone Bs, il quale è costituito di quark bottom legati tramite l'interazione nucleare forte ad un antiquark strange. Ora hanno raggiunto gli standard per una scoperta nel campo della fisica delle particelle, dove la probabilità di una falsa osservazione si dimostra essere meno di circa 5 su 10 milioni (5/ 10.000.000). Dai risultati del CDF la probabilità è ancora minore, ovvero 8 su 100 milioni (8 / 100.000.000).
Ronald Kotulak, scrivendo per il Chicago Tribune, definì la particella "bizzarra" affermando che il mesone "può aprire la porta a una nuova era della fisica" con la dimostrazione delle sue interazioni con il "regno spettrale dell'antimateria".

## Decadimento e universalità leptonica
Il decadimento dei mesoni B è al centro di studi e ricerche in quanto potrebbe avere importanti ripercussioni sul Modello Standard della fisica. Secondo l'universalità leptonica i decadimenti che coinvolgono i tre leptoni carichi (elettrone, muone e tau) dovrebbero avvenire con la stessa probabilità. I due decadimenti più diffusi del mesone B carico sono:
1. {\displaystyle B^{+}\rightarrow K^{+}e^{+}e^{-}}
2. {\displaystyle B^{+}\rightarrow K^{+}\mu ^{+}\mu ^{-}}

Nel primo caso il mesone decade in kaone carico e in una coppia elettrone-positrone, nel secondo caso il mesone B decade in un kaone carico e in una coppia muone-antimuone.
Come scritto precedentemente questi due decadimenti dovrebbero essere equiprobabili ma, dall'analisi dei dati provenienti da LHC presso il CERN è risultato che il secondo tipo di decadimento si verifica in un numero di casi inferiore rispetto al primo. A causa dell'elevata incertezza questa anomalia è stata etichettata come fluttuazione statistica. 
Il 23 Marzo 2021 l'esperimento LHCb ha presentato nuovamente l'anomalia del decadimento del mesone B carico, integrando i dati già noti con quelli raccolti durante il Run 2 di LHC. Nel paper pubblicato dal team di ricercatori si legge che questo risultato ha un'accuratezza pari a 3,1 sigma, ben lontano dai 5 sigma necessari per arrivare a una certezza, ma sufficiente per definire l'evidenza di una violazione dell'universalità leptonica. Grazie a nuovi dati, che molto probabilmente arriveranno con il prossimo Run 3 di LHC, sarà possibile determinare se l'anomalia evidenziata è effettivamente un segnale della presenza di una particella mediatrice di forza, portando a una interazione attualmente sconosciuta, o se si è trattato semplicemente di fluttuazioni statistiche.